# Tuensang
Tuensang – miasto w północno-wschodnich Indiach, w stanie Nagaland. Według danych szacunkowych na rok 2011 liczyło 36 774 mieszkańców.